# Осінь патріарха
Осінь патріарха (ісп. El  otoño de patriarca) — роман колумбійського письменника Габріеля Гарсія Маркеса, виданий у 1975 році.

## Історія створення
Під враженням від втечі диктатора Венесуели Маркоса Переса Хіменеса, Габріель Гарсія Маркес наприкінці 1960-х років розпочав роботу над романом «Осінь патріарха», яка тривала понад сім років. За словами автора, ця книга — «вірш про самотність влади».

## Сюжет
У книзі в гротескній формі розповідається про життя патріарха — вічного диктатора, президента, образ якого є узагальненим з декількох реальних лідерів, зокрема Густаво Рохаса Пінільї (Колумбія), Франсіско Франко (Іспанія), Хуана Вісенте Гомеса (Венесуела) та містить мінімум біографічних даних.
Роман складається з багатьох історій, але достеменно невідомо, які з них правдиві, а які — вигадані.   Розповідь ведеться розгорнутими реченнями; думки диктатора передають його відчай та самотність разом із жорстокістю, яка допомагає йому тримати владу. Окрема увага зосереджена на богоподібному статусі головного героя, повазі, з якою люди ставляться до нього.

## Популярність
За дослідженням Іспанського інституту книги, «Осінь патріарха» була найпопулярнішою книгою, проданою в Іспанії у 1975 році.
Сам Маркес вважав, що завдяки «Осені патріарха» його будуть пам'ятати багато десятків років.

## Переклади українською
Роман Гарсія Маркеса «Осінь патріарха» був опублікований в українському перекладі (перекладачі Світлана Жолоб та Сергій Борщевський) 1978 року, це був перший переклад роману на теренах тодішнього СРСР.